# The Red Light District
The Red Light District é o quinto álbum de estúdio do artista americano Ludacris. O álbum foi lançado em 7 de dezembro de 2004 através da Disturbing tha Peace e Def Jam Recordings, e acabou sendo certificado duplo platina pela RIAA. Ele estreou em primeiro lugar na parada de álbuns da Billboard 200, com 322.000 cópias vendidas em sua primeira semana. O título do álbum se refere a um distrito em Amesterdão, onde a prostituição é comum; Distrito da luz vermelha. O CD é acompanhado por um DVD de 41 minutos feito por Decon do Ludacris em visita ao distrito da luz vermelha, uma sala de cultivo de cannabis, uma 'cam-house' para adultos e a gravação do concerto de CD/DVD do Red Light District em Amesterdão, Holanda.

## Faixas
Lista de faixas:
| N.º            | Título                       | Compositor(es)                          | Duração  |  |
| 1.             | "Intro (Luda LP4)"           | Christopher Bridges, Tim Mosley         | 1:25     |  |
| 2.             | "Number One Spot"            | Christopher Bridges, Quincy Jones       | 4:34     |  |
| 3.             | "Get Back"                   | Christopher Bridges                     | 4:30     |  |
| 4.             | "Put Your Money"             | Christopher Bridges                     | 4:13     |  |
| 5.             | "Blueberry Yum Yum"          | Christopher Bridges, P. Brown           | 3:55     |  |
| 6.             | "Child of the Night"         | Christopher Bridges, N. Hale            | 5:01     |  |
| 7.             | "The Potion"                 | Christopher Bridges, Tim Mosley         | 3:54     |  |
| 8.             | "Pass Out"                   | Christopher Bridges                     | 4:21     |  |
| 9.             | "Skit (Luda LP4)"            |                                         | 0:55     |  |
| 10.            | "Spur of the Moment"         | D. Blake, Christopher Bridges, T. Moore | 4:15     |  |
| 11.            | "Who Not Me"                 | Christopher Bridges, M. Morales         | 4:56     |  |
| 12.            | "Large Amounts"              | Christopher Bridges                     | 4:33     |  |
| 13.            | "Pimpin' All Over the World" | Christopher Bridges                     | 5:29     |  |
| 14.            | "Two Miles an Hour"          | Christopher Bridges                     | 4:45     |  |
| 15.            | "Hopeless"                   | Christopher Bridges                     | 5:05     |  |
| 16.            | "Virgo"                      | Christopher Bridges                     | 3:31     |  |
| Duração total: | Duração total:               | Duração total:                          | 01:05:22 |  |